# Чугундат
Чугундат (в верховье Узень) — река в Томской области России, правый приток Чулыма. Устье реки находится в 276 км от устья Чулыма по правому берегу. Протяжённость реки 20 км Высота устья 89 м.. Высота истока 157 м.
В 11 км от устья справа впадает река Тутунайка.
На реке располагаются деревни Сергеево, Узень и Рождественка.

## Данные водного реестра
По данным государственного водного реестра России относится к Верхнеобскому бассейновому округу, водохозяйственный участок реки — Чулым от водомерного поста села Зырянское до устья, речной подбассейн реки — Чулым. Речной бассейн реки — (Верхняя) Обь до впадения Иртыша.
Код водного объекта — 13010400312115200021292.